# Безотказный (эсминец)
«Безотказный» — советский эскадренный миноносец проекта 30-бис тип Смелый. Был спущен на воду 31 октября 1951 года. Начало и конец боевой службы провёл в составе Черноморского флота ВМФ СССР, в 1960—1967 годах принадлежал к Северному флоту, участвовал в ядерных испытаниях на учении «Коралл». В 1986 году был разделан на металл.

## Характеристики
- Водоизмещение: 3101 т.
- Размеры: длина — 120,5 м, ширина — 12 м, осадка — 4,25 м.
- Скорость полного хода: 36,6 узлов.
- Дальность плавания: 3660 миль при 15,5 узлах.
- Силовая установка: ГТЗА типа ТВ-6, двухвальная, 60000 л. с.
- Экипаж 286 человек.

### Вооружение
Две двухорудийные 130-мм артиллерийские установки башенного типа Б-2ЛМ, одна двухорудийная 85-мм артустановка башенного типа 85-К, 4х2х37-мм зенитных установок В-11, 3x25-мм зенитных автоматов 2М-3м, 2x553-мм пятитрубных торпедных аппарата, 2 противолодочных бомбомёта БМБ-2, глубинные бомбы (ББ-1), якорные мины (36 шт. типа КБ «Краб», УКСМ). На первых кораблях вместо В-11 устанавливались 5х1х37 мм, а вместо БМБ-2 устанавливался БМБ-1.
Система управления артогнём главного калибра включала КДП с РЛС «Заря», стрельбовую РЛС, электромеханическую ПУС «Мина 30 бис» (использовалась также для выхода в торпедную атаку и управления торпедной стрельбой). Для управления зенитной стрельбой 85 мм установки 85-К МПУАЗО с использованием электромеханического линейного построителя. Стрельба из ТА осуществлялась как воздухом, так и с использованием пороховых ПВЗ центральной наводкой, с ходового поста с использованием Пр.1Н (Ночной торпедно-артиллерийский визир) и инклинометра (оптического определителя КУц.), или непосредственно с ТА с использованием торпедного визира. Использовались парогазовые торпеды 53-39, 53-56В, противолодочные торпеды СЭТ-53М. На кораблях устанавливалась ГАС «Тамир-5М» и РЛС обнаружения воздушных целей «Гюйс-1». Для управления бомбомётами и бомбосбрасывателями на ходовом посту устанавливался электромеханический «Рекордер».

## История строительства
Эскадренный миноносец «Безотказный» был зачислен в списки кораблей ВМФ СССР 22 июня 1951 года и заложен на Николаевском судостроительном заводе № 445 имени 61 коммунара, заводской № 1115. Был спущен на воду 31 октября 1951 года, вступил в строй 4 октября 1952 года. 12 октября 1952 года на корабле был поднят Военно-морской флаг, он вошёл в состав Черноморского флота ВМФ СССР..

## Служба
В 1952 году в составе 3-й серии эскадренных миноносцев проекта 30-бис Черноморского флота ВМФ СССР («Беззаветный», «Беспокойный», «Безотказный», «Безукоризненный», «Бессменный») вошёл в Эскадру Черноморского флота.
Имел бортовые (тактические) номера: 60?(1955), 72, 524 (1960), 529 (1961), 019 (1966), 715, 750 (пр.31), 525, 534, 645, 372 (1977), 519 (1985).
18 июдя 1960 года был перечислен в состав Северного флота.
В октябре 1961 года принимал участие в учении «Коралл» — сопровождал ПЛ Б-130 проекта 641 во время стрельб торпедами с ядерными зарядами на полигоне Новая Земля в бухте губы Чёрная..
В период с 25 ноября 1964 года по 13 ноября 1965 года прошёл в Ленинграде капитальный ремонт. 15 ноября 1967 года был возвращён в состав ЧФ.
С 1 октября 1970 и по 31 мая 1971, с 1 ноября 1971 и по 30 апреля 1972 года, находясь в зоне военных действий, выполнял боевую задачу по оказанию помощи вооружённым силам Египта.
Вошёл в состав 65-го дивизиона эсминцев.
В 1983 году в/ч 70025 по штату 61/4-Б в составе 65-го дивизиона эсминцев 39-й дивизий морских десантных сил Черноморского флота. В августе 1983 года корабли 39 диМДС участвовали в учении «Юг-83».
25 апреля 1985 года был разоружён, вновь исключён из состава ВМФ в связи с намечаемой сдачей в ОФИ для демонтажа и реализации и 1 октября 1985 года был расформирован. В 1986 году разделан на металл в Инкермане.

## Известные командиры
- капитан-лейтенант Семенов Александр Иванович — старший помощник командира эсминца «Безотказный» ЧФ — приказ ЧФ № 0517 от 330.09.1956 года